# Pyraustinae
Die Pyraustinae sind eine Unterfamilie der Crambidae innerhalb der Pyraloidea. Derzeit sind etwa 1470 Arten insgesamt bekannt. In Mitteleuropa kommen davon etwa 160 Arten vor.

## Merkmale
Die Pyraustinae sind durch einige morphologische Merkmale an den Tympanalorganen und den Extremitäten als Monophylum ausgewiesen.

## Lebensweise
Die Raupen der mitteleuropäischen Arten der Pyraustinae leben häufig in Gespinströhren und fressen an den verschiedensten Pflanzen (u. a. Mentha, Oregano, Thymian, Salvia).

## Systematik
Der systematische Umfang der Unterfamilie Pyraustinae ist durch die erst kürzlich erfolgte Ausgliederung der früheren Tribus Spilomelini als eigene Unterfamilie Spilomelinae noch nicht ganz sicher. Bei einigen Arten ist die Stellung in der einen oder anderen Unterfamilie noch nicht bekannt. Derzeit sind es etwa 230 Gattungen mit über 1.400 Arten bekannt, in Europa wurden bisher über 100 Arten nachgewiesen, in Mitteleuropa kommen etwa 20 Gattungen vor:
- Achyra Guenée, 1849
- Anania Hübner, 1823
  - Holunderzünsler (Anania coronata)
  - Anania funebris (Ström, 1768)
  - Anania fuscalis ([Denis & Schiffermüller], 1775)
  - Brennnesselzünsler (Anania hortulata)
  - Anania terrealis
  - Anania verbascalis
- Ebulea Doubleday, 1849
- Ecpyrrhorrhoe Hübner, 1825
  - Ecpyrrhorrhoe rubiginalis (Hübner, 1796)
- Euclasta Lederer, 1855
- Harpadispar Agenjo, 1952
- Loxostege Hübner, 1825
  - Rübenzünsler (Loxostege sticticalis)
- Nascia Curtis, 1835
- Opsibotys Warren, 1890
- Ostrinia Hübner, 1825
  - Maiszünsler (Ostrinia nubilalis)
- Palepicorsia Maes, 1995
- Paracorsia Marion, 1959
  - Königskerzen-Zünsler (Paracorsia repandalis)
- Paratalanta Meyrick, 1890
- Perinephela Hübner, 1825
- Psammotis Hübner, 1825
- Pyrausta Schrank, 1802
- Sclerocona Meyrick, 1890
- Sitochroa Hübner, 1825
  - Sitochroa palealis (Denis & Schiffermüller, 1775)
  - Sitochroa verticalis
- Uresiphita Hübner, 1825
  - Uresiphita gilvata